# Tejút Buddhista Pedagógiai Központ
A Tejút Buddhista Pedagógiai Központ magyar oktatási intézmény, amelynek elődjét Mireisz László, a Tan Kapuja Buddhista Egyház vezetője alapította az 1990-es évek végén. A 2020-ban kezdődő tanévben hazánk 73 iskolájában 227 csoportnak és összességében 633 6-14 éves gyermeknek tartott heti rendszerességgel órát az intézmény 31 oktatója.

## Története
A röviden csak Tejútnak nevezett kezdeményezés eredetileg alapítványi (1997-től, Tejút Iskola és Ifjúságnevelő Alapítvány), majd közalapítványi formában működött (1999. év végétől). A központban tanár-továbbképzések is indultak, hogy lehetővé váljon egy buddhista szemléletű óvoda és 12 osztályos iskola megalapítása. Elkészült a Tejút Buddhista Tanoda alternatív általános iskola és középiskola alapkoncepciója, amelyről újságcikkek és ismertető film is készült, amelyet bemutatott a Magyar Televízió is. A Nemzeti Civil Alapprogram támogatásával tanulmányúton látogatták meg az angliai Dharma School intézményét, amely Európa egyetlen buddhista általános iskolája volt. 2006-ban megjelent a Tejút könyvek két kötete (Keleti természeti etika – környezeti nevelés, ökotudatosság; Keleti szemlélet és hagyomány az életvezetésben).
A központ által szervezett buddhista gyerektáborokban eddigi több mint 1000 gyermek vett részt.
Jelentős lépésnek bizonyult a Tejút-szemlélet és módszertan további fejlesztése és terjesztése kapcsán, hogy elkészült a Buddhista erkölcstanoktatás mintatanterve az általános iskolák 1-8. évfolyama számára, megjelentek a központ könyvei (A Buddha legendás élete, A buddhista szimbólumok világa) és előkészületben van az oktatást segítő munkafüzetek megjelenése is.